# Formigueiro

Um formigueiro

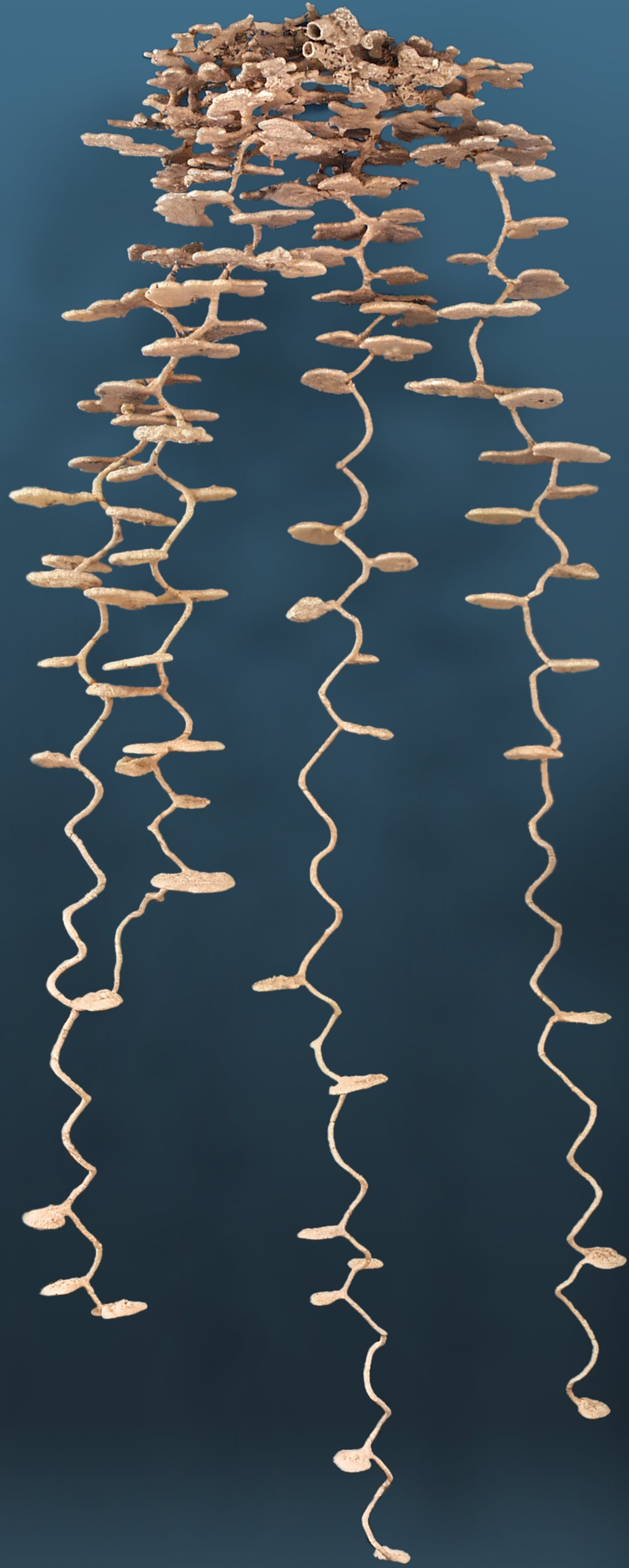
Uma colônia de formigas ao lado de um homem adulto

Um formigueiro é a habitação de formigas, onde vivem em sociedade, geralmente construído na terra ou em velhos tocos ou troncos de árvores.